# Aleurodiscus roseoflavus
Aleurodiscus roseoflavus är en svampart som beskrevs av Rick 1934. Aleurodiscus roseoflavus ingår i släktet Aleurodiscus och familjen Stereaceae.   Inga underarter finns listade i Catalogue of Life.